# Немком (футбольный клуб)
«Немко́м» — бывший российский футбольный клуб из Краснодара. Был основан в 1999 году. Единственный сезон в профессиональных соревнованиях провёл в 2002 году — занял 18 место в зоне «Юг» Второго дивизиона.

## История
В начале 2003 года, после вылета из зоны «юг» Второго дивизиона «Немком» объединился с «Витязем» из Крымска в команду «Немком» (Крымск). Однако, в дальнейшем, клубы продолжили функционировать самостоятельно. Впрочем, самостоятельная жизнь команды оказалась недолгой и вскоре ФК «Немком» перестал существовать.

## Достижения
- Чемпион России среди любителей: 2001[3]
- Чемпион Краснодарского края: 2000, 2001
- Обладатель Кубка Краснодарского края: 2000
- Победитель турнира Краснодарского края «Подснежник»: 1999, 2000

## Главные тренеры клуба
- Валерий Борисов (до июня 2002)
- Сергей Горбачёв (и. о. с июня по июль 2002)
- Виталий Марьяшко (с июля 2002)